# دنی اندرو
دنی اندرو (انگلیسی: Danny Andrew؛ زادهٔ ۲۳ دسامبر ۱۹۹۰) بازیکن فوتبال اهل بریتانیا است.
از باشگاه‌هایی که در آن بازی کرده‌است می‌توان به باشگاه فوتبال پیتربورو یونایتد، باشگاه فوتبال کمبریج یونایتد، باشگاه فوتبال دونکستر راورز، باشگاه فوتبال مکلسفیلد تاون، باشگاه فوتبال چلتنهام تاون، باشگاه فوتبال گلاستر سیتی، باشگاه فوتبال کیدرمینستر هاریرس، باشگاه فوتبال گریمزبی تاون، باشگاه فوتبال فلیتوود، و باشگاه فوتبال تاموورث اشاره کرد.